# Leventemozgalom
A leventeszervezetek a katonai előképzés legfontosabb szervezetei voltak Magyarországon az 1920-as évek elejétől a második világháború végéig. A leventeszervezetek a 12–21 év közötti, rendszerint iskolából kimaradt fiúk katonai előképzését és nemzeti szellemű nevelését szolgálták. A testnevelés mellett nagy hangsúlyt fektettek a fegyelemre és a valláserkölcsi nevelésre. A trianoni békeszerződés katonai korlátozásainak kijátszására a leventeszervezeteket a testnevelésről alkotott 1921. évi LIII. törvény alapján szervezték meg. Az irányítást később, fokozatosan a Honvédelmi Minisztérium vette át. Az 1944-es nyilas hatalomátvételt követően a leventéket is harcba vetették. 1945 őszétől a németországi hadifogságból hazatérő leventéket több esetben irreguláris fegyveresek támadták meg. Az egykori leventék közül sokan meghaltak, a szovjet csapatok Magyarországról a Gulag táboraiba hurcolták őket, vagy a nyugatra vonuló magyar hadsereggel Nyugat-Európában kerültek amerikai hadifogságba. A leventeszervezeteket 1945-ben rendelettel feloszlatták, a mozgalom országos parancsnokát, Béldy Alajos vezérezredest első fokon halálra, majd életfogytiglani szabadságvesztésre ítélték (börtönkórházban halt meg), s csak 1994-ben mentették fel az ellene emelt vádak alól.

A szervezet emblémája

## Története

Első Országos Levente Sportünnepély

Az 1921. évi LIII. törvénycikk, a testnevelési törvénynek nevezett leventetörvény értelmében minden olyan 12 és 21 év közötti magyar fiatal, aki nem járt iskolába, ahol is kötelező volt a testnevelés, köteles volt hetente egy bizonyos óraszámot gimnasztikai gyakorlatokkal tölteni. Ez a törvény fektette le az alapjait a leventeképzésnek, amely a Honvédelmi Minisztérium irányításával a katonai előképzést szolgálta. "Magyarország volt tehát az első ország, ahol az államhatalom törvényesen szabályozta a testnevelést."[forrás?]
A magyar nemzetgyűlés 1921. december 19-én Vass József előterjesztésében jóváhagyja a „Lex Karafiáth”-ot, azaz az LIII. tc-et, az úgynevezett testnevelési törvényt, mely a Végrehajtási Utasítással: az 1924. január 31-én közzétett 9000/1924. sz. V.K.M.-rendelettel együtt kimondja: a testnevelés az állam feladata. Hogy ennek megfeleljen, létrehozza a Levente Egyesületeket, s elrendeli, hogy az iskolát elhagyó ifjúság (pontosabban a nemzetnek minden férfi tagja) 21. életévének betöltéséig köteles részt venni a Levente Egyesületek keretei között megszervezett foglalkozásokon.
Az 52000/1924. V.K.M.-rendelet alapján a leventeköteles fiatal legalább öt hónapon át heti két óra alatt és legfeljebb 8 hónapon át heti két óra alatt és egy délután tartozik testgyakorlást végezni. Ezt a m. kir. vallás- és közoktatásügyi miniszter 800/1935. sz. rendelete az alábbiak szerint módosítja:
„1. § A testgyakorlásra kötelezett leventeifjak kötelesek legalább 8 hónapon, és legfeljebb 9 hónapon keresztül heti 3 órán át testgyakorlást végezni…
3. § A testgyakorlásra kötelezett leventeifjak kötelesek vallásfelekezetük rendes istentiszteletén részt venni…
5. § …a mulasztót… a testnevelési bizottság figyelmeztetésben, ismételt mulasztás esetében dorgálásban részesíti…”
A mozgalom előzménye az 1868. évi XXXVIII. tc. létrehozta ún. Ifjúsági Véderőt, mely a katonai oktatást és testgyakorlást a népiskolai rendes tantárgyak sorába iktatta.

## Leventelányok
A VKM 1943. évi 9800/sz. rendelete értelmében lányok is csatlakozhattak: „1. § (1) A leventeleány-mozgalom célja, hogy a leányifjúságot a hagyományos női erények szellemében való nevelés útján a haza és a család szolgálatára, különösen pedig a magyar anya feladataira és a honvédelmi szolgálatra előkészítse.”

## Működése

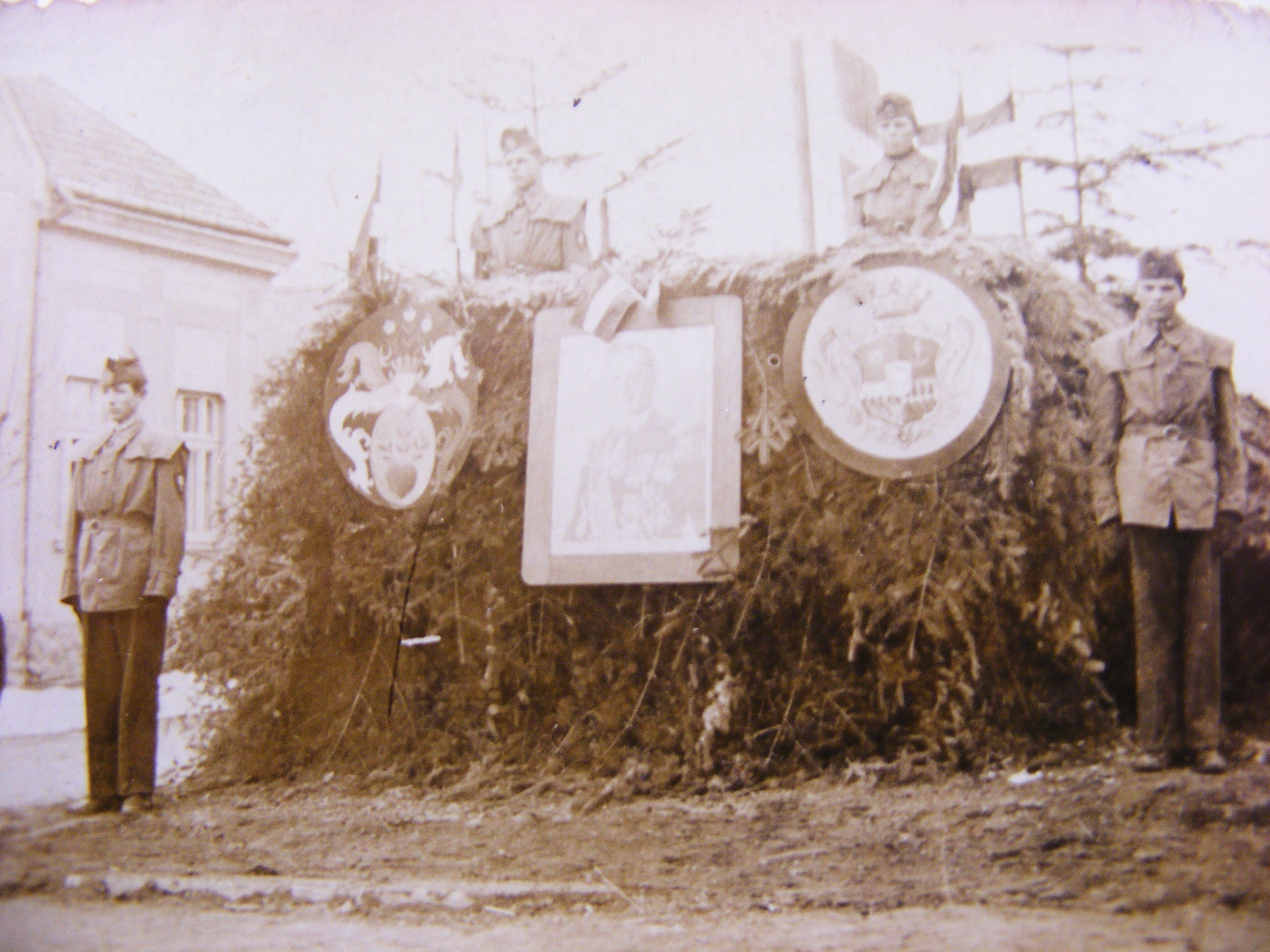
Leventék Újtusnádon, 1941-ben

A leventeintézmény kettős irányítás alatt működött. A felszínen nyíltan a kultuszminisztérium alá rendelt Országos Testnevelési Tanács (OTI) irányította, míg a rejtett katonai szervezetet a tanács tábornoki rangú társelnöke vezette. A szakbizottság vegyesdandár-kerületenként egy kerületi testnevelési felügyelő, vármegyénként egy testnevelési felügyelő és járásonként egy testnevelési vezető elnevezéssel álcázott hivatásos tiszt közvetítésével végezte munkáját.

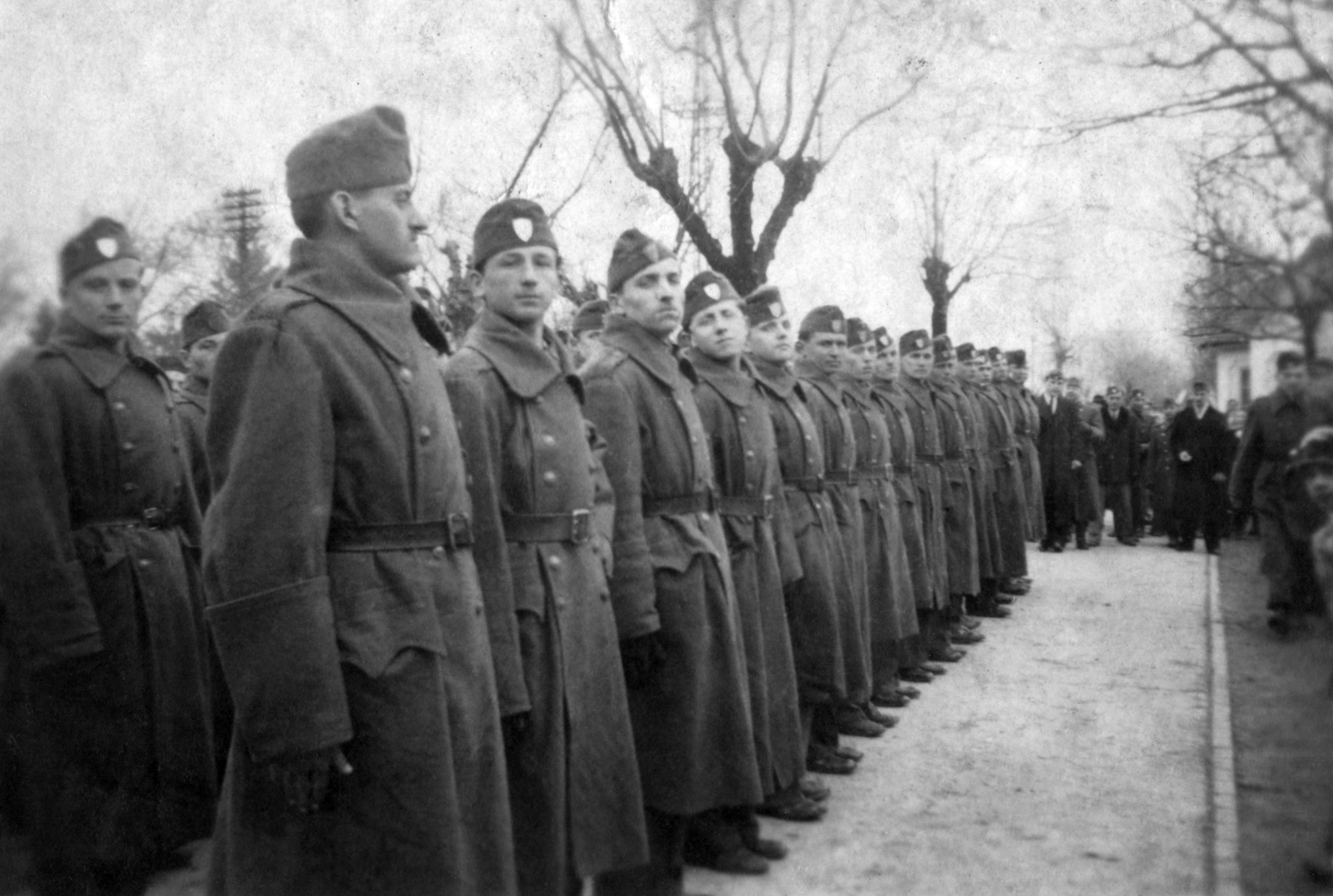
Leventék felsorakoznak a kiképzésre, 1944. december

Az egyesületek gyakorlatain való részvételt a hatóságok a szülőkön kérték számon, és adandó alkalommal az elmaradásokért őket büntették pénzbírsággal vagy elzárással. A leventeoktatók gyakorta tényleges tisztek voltak, akik a katonaságnál megszokott gépies engedelmességet, fegyelmet várták el, és sokszor értelmetlen fizikai megpróbáltatásoknak tették ki a rájuk bízott fiatalokat. A leventemozgalom nem is volt népszerű, ezért vezetői, hogy vonzóbbá tegyék, a cserkészet néhány megoldását próbálták átvenni, de nem sok sikerrel. Ráadásul a militarista szellemnek ellenállni tudó cserkészetet magát is a Levente alá rendelték 1939-ben.
A honvédelemről szóló 1939. évi II. tc. a leventekötelezettséget kiterjesztette az iskolai ifjúságra is a levente kiképzési kötelezettséget. A katonai előképzés 1941 nyarán nyerte el végleges szervezetét, amikor a kormányzó 1941. július 18-án rendeletileg, „Legfelsőbb Elhatározás” útján „az ifjúság katonás szellemű neveléséről és a testnevelés erőteljesebb végrehajtásáról” címmel[forrás?] szabályozta a kérdést. Felállították a Honvédelmi Minisztérium VIII. Csoportját „a testnevelési és sport vonatkozású ügyek intézésére”. Mindebből az következett, hogy levente szervezet egyre inkább a hadsereg bujtatott kiképzőterepe lett.

## Leventék a második világháború harcaiban
A második világháború végén számos leventét és levente korú fiatalt vittek a nyilasok, azzal a céllal hogy bevetik őket a szovjetek elleni harcokban, illetve Németországban kiképzik őket. Ezen fiatalok többsége csak sok szenvedés árán tudott visszatérni szülőhelyére. Ilyen menetben volt részük 1945 márciusától a Mosonszentmiklóson összpontosított leventéknek is.
Szálasiék hatalomra kerülése után behívták a 16 éves korosztályt is, 1944 legvégén pedig elhurcolták még a 14-15 éves fiúkat is. Tehervagonokban, viszontagságos út után Németországba vitték őket, ahol német katonai kiképzésben akarták őket részesíteni. Erre azonban már nem maradt idejük. Hazatérésük után, ha a hadifogságtól megmenekültek sem számíthattak tisztességes bánásmódra.

## Formalitások
A Levente Egyesületben a törvény által előírt köszönés „Szebb jövőt!” volt, melyre a kötelező válasz az „Adjon Isten!”.